# Eterna (película)
Eterna es una película documental española de 2022 escrita y dirigida por Juanma Sayalonga y David Sainz, centrada en la figura de la artista y rapera feminista Gata Cattana. Se proyectó por primera vez en el Festival de Cine Europeo de Sevilla el 7 de noviembre de 2022 y, después de una gran acogida, tuvo su estreno en cines el 2 de marzo de 2023 con la distribución de 39 Escalones Films, siendo uno de los documentales más vistos del año. En la cinta, participada por Canal Sur, participan familiares y amigos de la artista cordobesa, sus compañeros de escenario Carlos Esteso y Aenege, así como personalidades reconocidas del mundo de la música y la poesía como Sara Socas, Juancho Marqués, Alejandra Martínez de Miguel, Frank T, Mala Rodríguez o Rafael Lechowski, entre otros. El documental repasa la trayectoria vital y la obra de una artista que abrió puertas y ventanas en la escena con un discurso y un estilo único, y que tras su fallecimiento se ha convertido en todo un símbolo para gran parte de una generación. Eterna está disponible en Movistar Plus. 

## Trama
Eterna es un documental sobre la vida y obra de la rapera Ana Isabel García Llorente (más conocida como Gata Cattana), que aborda los aspectos más fundamentales de su vida y sus inquietudes humanas y artísticas a través de su familia, amistades, personalidades de la cultura o los compañeros con los que creció en los escenarios.

## Intervenciones
- Gata Cattana (metraje de archivo)
- Juancho Marqués
- Alejandra Martínez de Miguel
- Sara Socas
- Frank T
- Mala Rodríguez
- Carlos Esteso
- Aenege

## Producción
La idea detrás de Eterna nació poco después de la muerte de Gata Cattana en 2017. Después de recibir el apoyo de la familia de Cattana, el codirector, Juanma Sayalonga, inició una campaña de micromecenazgo a través de Verkami, recaudando con éxito 16.435 euros de 528 mecenas sobre un objetivo de 12.000 euros. La investigación y búsqueda de archivos para la película duró tres años. Las entrevistas para el documental tomaron lugar en distintas ciudades, incluyendo Córdoba, Granada, Madrid, Sevilla, Barcelona y Nueva York.

## Lanzamiento
El plan de los creadores de Eterna era empezar el recorrido en festivales del documental en septiembre de 2022. Eterna se estrenó por primera vez en el Festival de Cine Europeo de Sevilla el 7 de noviembre de 2022, en la sección de Panorama Andaluz; También fue proyectado en el Festival de Cine Iberoamericano de Huelva en noviembre de 2022. De cara a su estreno comercial, la película fue preestrenada en el Centro Federico García Lorca de Granada el 26 de febrero de 2022, mientras que su estreno oficial tendrá lugar el 2 de marzo de 2023 de la mano de 39 Escalones Films, coincidiendo con el sexto aniversario de la muerte de Cattana.

## Recepción

### Premios y nominaciones
| Año  | Premio                      | Categoría                 | Recipientes                   | Resultado         | Referencias |
| ---- | --------------------------- | ------------------------- | ----------------------------- | ----------------- | ----------- |
| 2023 | Premios Carmen 2023         | Mejor Dirección Novel     | Juanma Sayalonga              | Nominado          | [ 8 ]       |
| 2023 | Festival Nuevo Cine Andaluz | Mejor Película Documental | Juanma Sayalonga, David Sainz | Premio del Jurado |             |